# كينيث إي. لي
كينيث إي. لي (بالإنجليزية: Kenneth E. Lee)‏ هو سياسي أمريكي، ولد في 11 فبراير 1961 في الولايات المتحدة. حزبياً، نشط في الحزب الجمهوري. وقد انتخب عضو مجلس نواب بنسيلفانيا.